# Esquina del Alambre
Esquina del Alambre es una localidad argentina ubicada en el departamento Ischilín de la provincia de Córdoba. Se encuentra sobre la ruta provincial A-183, a unos 2 km del río Cruz del Eje y en la zona de riego del embalse Cruz del Eje. 
Los pobladores se dedican al cultivo de algodón, alfalfa, ajo y cebolla. En 2006, hubo incidentes por el desalojo de familias que habitaban el lugar por más de 40 años. Parte de la localidad corresponde a tierras de la firma San Nicolás, sobre la que se fundó el cercano pueblo de Olivares de San Nicolás.

## Población
Cuenta con 29 habitantes (Indec, 2010), lo que representa un incremento del 81% frente a los 16 habitantes (Indec, 2001) del censo anterior.
| Gráfica de evolución demográfica de Esquina del Alambre entre 1991 y 2010 |
|                                                                           |
| Fuente: Censos nacionales del INDEC                                       |